# Campeonato Mundial de Ciclismo en Pista de 1924
El XXVII Campeonato Mundial de Ciclismo en Pista se celebró en París (Francia) entre el 3 y el 10 de agosto de 1924 bajo la organización de la Unión Ciclista Internacional (UCI) y la Federación Francesa de Ciclismo.
Las competiciones se realizaron en la pistra del estadio Parque de los Príncipes de la capital francesa. En total se disputaron 3 pruebas, 2 para ciclistas profesionales y 1 para ciclistas amateur.

## Medallistas

### Profesional
| Evento               | Oro                          | Plata                  | Bronce                     |
| -------------------- | ---------------------------- | ---------------------- | -------------------------- |
| Velocidad individual | Piet Moeskops · Países Bajos | Ernst Kaufmann · Suiza | Maurice Schilles Francia   |
| Medio fondo          | Victor Linart · Bélgica      | Georges Sérès Francia  | Leopoldo Torricelli Italia |

### Amateur
| Evento               | Oro                    | Plata                   | Bronce                     |
| -------------------- | ---------------------- | ----------------------- | -------------------------- |
| Velocidad individual | Lucien Michard Francia | Lucien Faucheux Francia | Herbert Fuller Reino Unido |

## Medallero
| Núm. | País         | Oro | Plata | Bronce | Total |
| ---- | ------------ | --- | ----- | ------ | ----- |
| 1    | Francia      | 1   | 2     | 1      | 4     |
| 2    | Bélgica      | 1   | 0     | 0      | 1     |
| 2    | Países Bajos | 1   | 0     | 0      | 1     |
| 4    | Suiza        | 0   | 1     | 0      | 1     |
| 5    | Italia       | 0   | 0     | 1      | 1     |
| 5    | Reino Unido  | 0   | 0     | 1      | 1     |
|      | TOTAL        | 3   | 3     | 3      | 9     |